# Hylestads kommun
Hylestads kommun (norska: Hylestad kommune) var en kommun i Aust-Agder fylke i södra Norge. Kommunen omfattade den södra delen av nuvarande Valle kommun. Byn Rysstad utgjorde kommunens centralort.

## Administrativ historik
Hylestads kommun upprättades den 1 juli 1915 genom utbrytning ur Valle kommun. Kommunen hade 658 invånare vid upprättandet.
Den 1 januari 1962 gick kommunen åter upp i Valle kommun. Kommunens hade då 662 invånare.